# Stephanie Maxwell-Pierson
Pour les articles homonymes, voir Maxwell et Pierson.
Stephanie Maxwell-Pierson, née le 4 janvier 1964 à Somerville (New Jersey, États-Unis), est une ancienne rameuse américaine. Elle est médaillée de bronze aux Jeux olympiques d'été de 1992.

## Carrière
Après avoir obtenu son diplôme à la Immaculata High School de Somerville, elle part faire des études de management hôtelier à l'université Cornell dont elle intègre le Hall of Fame en 1991.
Lors des Jeux de 1988 à Séoul, elle fait partie de l'équipage du huit féminin qui termine à la sixième place. Quatre ans plus tard, aux Jeux de Barcelone, elle monte sur la troisième marche du podium du deux sans barreur avec Anna Seaton.
Au niveau mondial, elle remporte une médaille d'argent en huit aux Mondiaux 1987, puis une d'argent sur le huit et une sur le deux sans barreur aux Mondiaux 1990. Sa dernière médaille mondiale est l'argent en quatre sans barreur lors des Mondiaux 1991.

## Palmarès

### Jeux olympiques
- Jeux olympiques d'été de 1992 à Barcelone ( Espagne) :
  -  médaille de bronze en deux sans barreur

### Championnats du monde
- Championnats du monde d'aviron 1991 à Vienne ( Autriche) :
  -  médaille d'argent en quatre sans barreur
- Championnats du monde d'aviron 1990 en Tasmanie ( Australie) :
  -  médaille d'argent en deux sans barreur
  -  médaille d'argent en huit
- Championnats du monde d'aviron 1987 à Copenhague ( Danemark) :
  -  médaille d'argent en huit